# Гиперосмолярная диабетическая кома
Ги́перосмоля́рная ко́ма (ги́пергликеми́ческая,некетонемическая, неацидоти́ческая) — особый вид диабетической комы, характеризующийся крайней степенью нарушения метаболизма при сахарном диабете, протекающей без кетоацидоза на фоне выраженной гипергликемии, достигающей 33,0 ммоль/л и выше. Развивается резкое обезвоживание, клеточный эксикоз, гипернатриемия, гиперхлоремия, азотемия на фоне отсутствия кетонемии и кетонурии. Гиперосмолярная кома составляет 5—10% всех гипергликемических ком. Летальность достигает 30—50%.
Гиперосмолярная кома чаще развивается у пациентов старше 50-ти лет на фоне ИНСД, компенсированного приёмом небольших доз сульфаниламидных сахароснижающих препаратов или диетой. У пациентов до 40-летнего возраста встречается реже. Согласно статистическим данным, практически у половины лиц, у которых развилась гиперосмолярная кома, сахарный диабет до этого не выявлялся, а у 50% пациентов после выхода из комы не возникает необходимость в постоянном введении инсулина.

## Этиология
Основным провоцирующим фактором гиперосмолярной диабетической комы является дегидратация на фоне нарастающей относительной инсулиновой недостаточности, приводящей к нарастанию уровня гликемии. К развитию дегидратации и гиперосмолярности приводят:
- присоединение интеркуррентных заболеваний,
- инфекционные болезни,
- ожоги и/или травмы,
- острое нарушение мозгового и коронарного кровообращения,
- гастроэнтериты и панкреатиты, сопровождающиеся рвотой и диареей.

Развитию гиперосмолярного синдрома способствуют кровопотери различного генеза, в том числе и на фоне хирургического вмешательства. Иногда данный вид диабетической комы развивается на фоне терапии диуретиками, глюкокортикоидами, иммунодепрессантами, введения больших объёмов солевых, гипертонических растворов, маннитола, проведения гемодиализа и перитонеального диализа. Ситуация усугубляется введением глюкозы и избыточным приёмом углеводов.

## Патогенез
Ведущая роль в патогенезе гиперосмолярной комы отводится клеточной дегидратации — результату массивного осмотического диуреза, вызываемого высоким уровнем гликемии, а также электролитными нарушениями.

## Клиническая картина
Развивается постепенно. Прекоматозное состояние (от 5 до 14 дней) характеризуется симптоматикой прогрессирующей декомпенсации углеводного обмена (на фоне дегидратации появляются и с каждым днём усиливаются полидипсия, полиурия, иногда полифагия, адинамия), однако при этом обычно не возникает диспептических явлений, характерных для кетоацидоза. В этот период пациентов беспокоят слабость, сухость во рту, жажда, мочеизнурение, сонливость. Симптомы дегидратации нарастают быстро — кожный покров, слизистые оболочки, язык сухие, тургор тканей понижен, глазные яблоки мягкие, запавшие, черты лица заострены. Появляется одышка, однако дыхание Куссмауля и запах ацетона в выдыхаемом воздухе отсутствуют.

## Диагностика
Диабетическая некетонемическая гиперосмолярная кома осложняет течение сахарного диабета II типа (у больных старше 40 лет).
Провоцируют развитие диабетической некетонемической гиперосмолярной комы лихорадочные заболевания, хирургические вмешательства, острый инфаркт миокарда, травмы, избыточное введение глюкозы, глюкокортикоидов, диуретиков.
Развивается кома постепенно. Характерны неврологические расстройства: судороги, эпилептоидные припадки, нистагм, параличи.
Выраженная одышка наблюдается у всех больных с диабетической некетонемической гиперосмолярной комой. Не характерными являются дыхание Куссмауля и запах ацетона изо рта.
Отмечаются синусовая тахикардия, артериальная гипотензия. У части больных наблюдаются локальные отеки за счет тромбозов вен. Характерна выраженная гипергликемия, низкий диурез вплоть до анурии, выраженная глюкозурия без кетонурии.

Дифференцирование с диабетической кетонемической комой основано на отсутствии при диабетической некетонемической гиперосмолярной коме признаков кетоацидоза на фоне выраженной дегидратации, высокой гипергликемии.

## Дифференциальная диагностика
Гиперосмолярную кому дифференцируют от гиперлактатацидемической и гипогликемической комы.

## Лечение
Лечебные мероприятия проводят в условиях реанимационного отделения или отделения интенсивной терапии. Лечение при развитии гиперосмолярной комы подобно терапии при диабетическом кетоацидозе, однако имеет ряд особенностей:
- регидратация — наиболее важный (основной) момент лечения;
- до снижения уровня осмолярности плазмы крови ниже 330 мосмоль/л вводят гипотонический (0,45 %) раствор натрия хлорида, со скоростью 1 л/ч под контролем динамики выраженности дегидратации, величины артериального давления, центрального венозного давления;
- потребность в ведении инсулина меньше, чем требуется в случае диабетического кетоацидоза (не характе́рна инсулинорезистентность);
- уровень глюкозы в плазме крови снижается одновременно с проведением регидратации;
- данный вид комы развивается у пациентов с сахарным диабетом 2 типа и после нормализации состояния лечение можно продолжить без применения инсулина.

## Прогноз
При поздней диагностике гиперосмолярной комы и поздно начатых лечебных мероприятиях возможен летальный исход.